# Hacik Rafi Gazer
Hacik Rafi Gazer (* 15. September 1963 in Istanbul) ist ein armenisch-deutscher Theologe. Er ist seit 2006 Professor für „Geschichte und Theologie des christlichen Ostens“ an der Universität Erlangen-Nürnberg.

## Leben
Hacik Gazer absolvierte im Jahr 1981 sein Abitur in Istanbul. Mit einem Stipendium der EKD begann er 1981 ein Theologiestudium in Bochum. Zwischen 1983 und 1986 studierte er evangelische Theologie an der Kirchlichen Hochschule in Bethel. Sein Lehrer in Kirchengeschichte in Bethel war Gerhard Ruhbach. Zwischen 1986 und 1989 studierte er evangelische Theologie, Orthodoxe Theologie und Altarmenisch an der LMU München. Altarmenisch lernte er bei Julius Aßfalg. Für kurze Zeit studierte er evangelische Theologie in Tübingen. 1993 promovierte er an der evangelisch-theologischen Fakultät der Eberhard-Karls-Universität in Tübingen bei Joachim Mehlhausen.
1994 wurde er wissenschaftlicher Mitarbeiter an der Theologischen Fakultät der Martin-Luther-Universität Halle-Wittenberg am Seminar für Konfessionskunde der orthodoxen Kirchen bei Hermann Goltz. Zwischen 1994 und 1999 führten ihn Forschungsaufenthalte nach Beirut, Jerevan, Istanbul, Paris und Wien. 2000/2001 habilitierte er sich mit einer Arbeit zur Geschichte der Armenischen Apostolischen Kirche in der Sowjetunion zwischen den Weltkriegen für das Fach Kirchengeschichte an der MLU Halle-Wittenberg. Seine Antrittsvorlesung im Wintersemester 2001 hatte den Titel „Sultane, Patriarchen und Missionare am Bosporus. Zum Forschungsprogramm einer ökumenischen Kirchengeschichte in interreligiösem Kontext der Grenze zwischen Europa und Asien seit 1453“. 
Ab 2002 war er Hauptmitarbeiter des Projektes „Die armenischen Bildungseinrichtungen im Kaukasus und Subkaukasus in den gesellschaftlichen Wandlungsprozessen des 19. und 20. Jhs.“ an der MLU Halle-Wittenberg. Zwischen 2003 und 2005 hatte er einen Lehrauftrag für Kirchengeschichte an der TU Dresden inne. Ab dem Wintersemester 2006 amtiert er als Nachfolger von Karl Christian Felmy auf dem Lehrstuhl für „Geschichte und Theologie des christlichen Ostens“ an die Friedrich-Alexander-Universität Erlangen-Nürnberg in Erlangen.

## Familie
Gazer ist verheiratet mit der Dekanin Ursula Brecht (Tochter von Martin Brecht), hat zwei Kinder und wohnt in Neustadt an der Aisch.

## Veröffentlichungen (Auswahl)
- Die armenische Kirche in Sowjetarmenien zwischen den Weltkriegen: Anatomie einer Vernichtung, Münster; Hamburg; Berlin; London: Lit-Verlag 2001 (Studien zur orientalischen Kirchengeschichte; Bd. 14), zugleich Habilitations-Schrift Universität Halle, 2000, ISBN 3-8258-5555-4.
- Die Reformbestrebungen in der Armenisch-Apostolischen Kirche im ausgehenden 19. und im ersten Drittel des 20. Jahrhunderts, Göttingen: Vandenhoeck und Ruprecht 1996, Kirche im Osten, Monographienreihe; Bd. 24, zugl.: Tübingen, Univ., Diss., 1992/93, ISBN 3-525-56442-2.